# 選帝侯ソナタ
『選帝侯ソナタ』（せんていこうソナタ、独: Kurfürstensonaten）WoO 47は、ルートヴィヒ・ヴァン・ベートーヴェンが少年期の1782年から翌年にかけて作曲された全3曲からなるピアノソナタ。単に『3つのピアノソナタ』と表記される場合もある。

## 概要

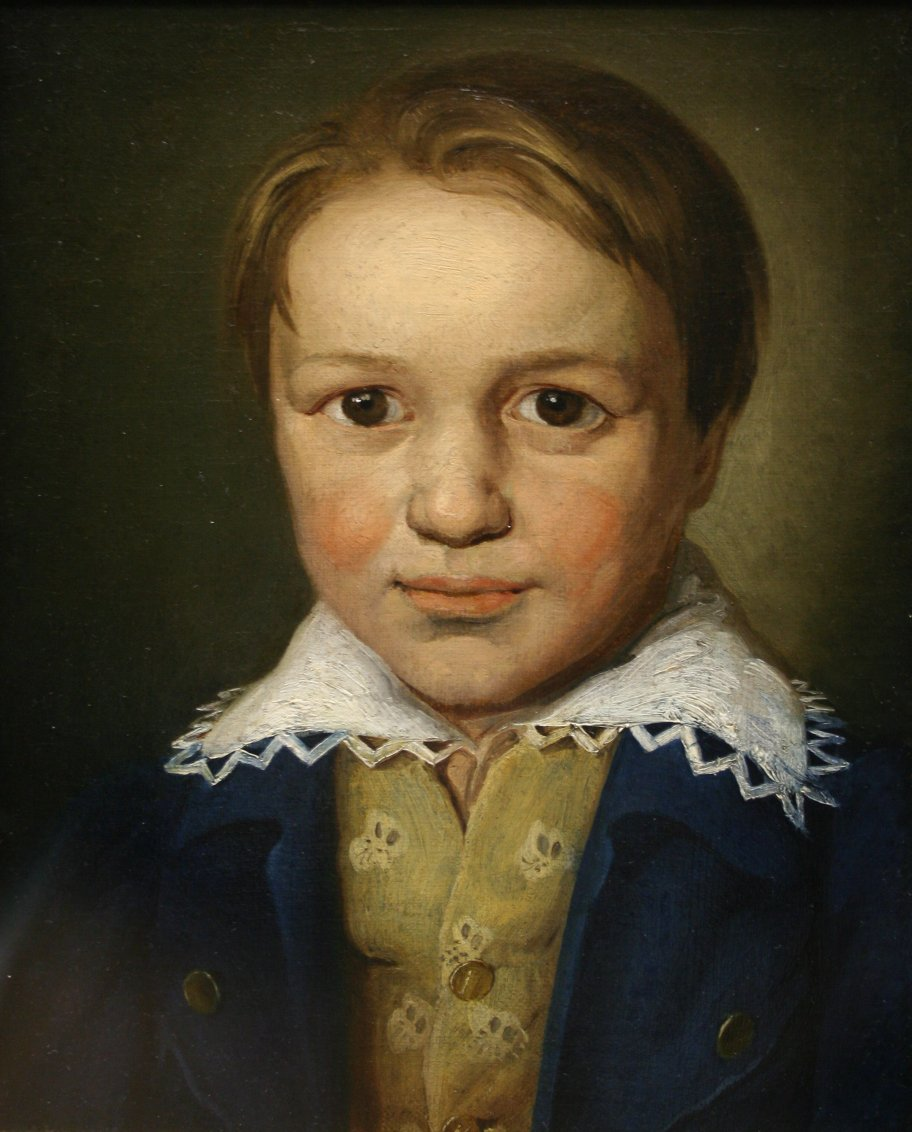
13歳のベートーヴェン（1783年）

『選帝侯ソナタ』という通称は、作曲者も敬愛していたが、何よりもその父が歓心を得ようとして、ケルン大司教（選帝侯）マクシミリアン・フリードリヒに献呈させたことから、後世この名で呼ばれるようになった。
作曲されたのは実際には12～13歳だが、表題には「ルートヴィヒ・ヴァン・ベートーヴェン 11歳」と堂々と書かれている。生地ボンでの最初期の作品として良く知られ、生育時の家庭環境を語る上で示唆するところが多い。また、同時期に作曲された『ドレスラーの行進曲による9つの変奏曲』と同じく、ベートーヴェンのボン時代の重要な師であるクリスティアン・ゴットロープ・ネーフェの指導の影響下にあることが明らかである。

## 楽器について
ベートーヴェンが13歳であった1782年から1783年の時点で、ベートーヴェンがどのような楽器を仮想したのかは確証がなく不明である。1760年代にはフォルテピアノは大きく売り出される姿勢を見せていたが、生地ボンにフォルテピアノが出回っていたのかどうかはわからない。「ベートーヴェンはフォルテピアノをほとんど知らなかった」という見解に基づき、クラヴィコードで披露した奏者が存在する。しかし、出版譜には  と  が頻繁に現れることや、  と  の対称を狙った効果が多すぎることから、クラヴィコードで想定した可能性は高くない。

## 曲の構成
C.P.E.バッハの後期ソナタ様式と、スカルラッティや若年期のモーツァルトによって作曲された軽い様式の鍵盤楽器ソナタに由来する書法が、反映されていることが窺える。音型は短く、決まりきった形のもので溢れてはいるが、これらの要素を一貫性のある楽節や段落にまとめるという点においては大人の専門家と並び、また13歳という少年期の作品にしては早熟の才を見せており、大作曲家の成長過程が確認できる。

### 第1番 変ホ長調 WoO 47-1
- 第1楽章 アレグロ・カンタービレ
変ホ長調、4分の4拍子。
発想標語も独特で、アレグロ・カンタービレというまずありえない組み合わせである。初期の作品（ヴァイオリンソナタ第2番など）に多い。付点リズムと左手のEs繋留音が特徴的。

- 第2楽章 アンダンテ
変ロ長調、4分の2拍子。
形式どおりの緩徐楽章。第1楽章と開始の音型などが共通している。

- 第3楽章 ロンド・ヴィヴァーチェ
変ホ長調、8分の6拍子、ロンド形式。

### 第2番 ヘ短調 WoO 47-2
- 第1楽章 ラルゲット・マエストーソ - アレグロ・アッサイ
ヘ短調、2分の2拍子 - 4分の4拍子。
独特の発想標語で、ラルゲット・マエストーソの峻厳な部分とアレグロ・アッサイの部分が交互に登場。悲愴ソナタに応用される作曲技法といえる。

- 第2楽章 アンダンテ
変イ長調、4分の2拍子。

- 第3楽章 プレスト
ヘ短調、4分の2拍子。
ユニゾンによる淡々とした陰影のある主題により開始される。

### 第3番 ニ長調 WoO 47-3
変奏曲楽章も登場し、後年の作品に遜色はない。
- 第1楽章 アレグロ
ニ長調、4分の4拍子。
前の2作品に比べて規模が大きく、堂々とした楽想と構成で作られている。再現部では第1主題がかなり省略される。

- 第2楽章 メヌエット：ソステヌート
イ長調、4分の3拍子、変奏曲形式。
メヌエットの主題と、音型による単純な変奏からなる。

- 第3楽章 スケルツァンド：アレグロ・マ・ノン・トロッポ
ニ長調、4分の2拍子。
スケルツァンドと示され、ハイドン風のウィットに富んだ楽章。